# Тодор Славов
Тодор Славов е български автомобилен състезател.
Състезава се за БУЛБЕТ Рали Тим, с навигатор Добромир Филипов с автомобил Renault Clio. За рали Твърдица 2015 наемат автомобил – Фиат Абарт Гранде Пунто С2000. Загива по време на Рали Твърдица 2015, след състезателен инцидент.

## Биография
Славов е роден на 22 януари 1984 във Варна, в семейството на Слави (1964) и Татяна Славови. Бащата работи в сферата на строителството а майка му в системата на застраховането.
Завършва средното си образование във варненската Математическа гимназия „Д-р Петър Берон“. Записва във Варненския Технически Университет, където учи специалност „Двигатели с вътрешно горене“.
Тодор Славов е висок 198 см – най-висок пилот в страната и сред най-високите рали пилоти в историята на този спорт.

#### 2005
Състезателната си кариера Славов започва през 2005 година, когато дебютира във Високопланинското състезание „Търговище“, където управлява състезателен автомобил Опел Корса, от клас N2.
Първото му рали състезание е Рали Стари Столици 2005 година, с навигатор Добрин Борисов, където завършват шести. Две състезания по-късно той печели и първата си победа в клас N2 – Рали Хеброс, което го изкачва до второто място в генералното класиране за клас N2. В края на годината завършва на трето място в класа си.

#### 2006
През 2006 година сяда зад волана на нов автомобил – Рено Клио Спорт от клас N3, с навигатор Добромир Филипов. Специално за по-доброто развитие на Славов се създава отбора БУЛБЕТ РАЛИ ТИЙМ. Тодор печели три победи в класа си, в трите най-престижни състезания в България – рали България, рали Хеброс и рали Сливен. В края на годината завършва като вицешампионат в клас N3.

#### 2007
През 2007 година отбора закупува последната състезателна еволюция на Рено Клио – Клио Спорт R3. През тази година Славов постига най-добрите си класирания в генералното класиране – 4-то място в рали Сливен и 4-то място в рали Сърбия. В края на годината е шести в генералното класиране на Българския рали шампионат и трети в Европейската рали купа – Изток.

#### 2008
През 2008 година Тодор Славов и Добромир Филипов печелят титлата в група А и клас А7 в Българския рали шампионат, като за първи път в кариерите си завършват на подиума в кръг от Националния шампионат – рали Сливен. В края на годината двамата са на четвърто място в генералното класиране на Българския рали шампионат.

#### 2009
През 2009 година отново се състезава с Рено Клио R3, но то вече е модификация Maxi. Отборът на Булбет решава да вземе участие в Европейския рали шампионат, в категорията на автомобилите с един двигателен мост. В края на годината двамата завършват като вицешампиони, като постигат три победи в ралитата – Рали Миле Миля (Италия), Рали Ина-Делта (Хърватска) и Рали Елпа (Гърция).

#### 2010
В края на 2009 година отборът на Булбет Рали Тийм анонсира предстоящото участие на Тодор Славов и Добромир Филипов в Световния рали шампионат за млади пилоти JWRC. Българинът ще продължи да кара своето Рено Клио R3 Maxi и ще участва в пет от шестте ралита залегнали в програмата на шампионата.
В края на годината Тодор Славов постигна историческо класиране за България в Световния рали шампионат за млади пилоти (J-WRC). Той завърши на трето място в класирането на младежите, като завърши втори в Испания, трети в България, четвърти в Турция, шести във Франция и седми в Германия.
Тодор бе избран за „Пилот на годината“ в класацията на Прес Ауто Клуб България за 2010 година и „Спортист на Варна“ за месец октомври.
През декември триумфира в благотворителното състезание „Шампион на шампионите“.
Избран за „Спортист на Варна“ за 2010 година. Тодор Славов е първият автомобилен състезател победител в тази класация.

#### 2011
През 2011 година Тодор Славов и неговият отбор ще участват в ограничен брой състезания, поради липсата на средства. Славов бе избран за лице на кампанията „Аз обичам спорта“ и благодарение на резултатите си от 2010 година, Министерството на физическото възпитание и спорта му отпусна 24 000 лева за сезон 2011. С тях отборът на Булбет Рали Тим успяха да възстановят състезателното Рено Клио R3 и да стартират в три състезания.
Тодор Славов и Добромир Филипов стартираха в рали „Траянови врата“ 2011, което за първи път бе с център в Панагюрище. Двамата завършиха състезанието на 4-то място и на 1-во от автомобилите с един двигателен мост.
След участието си в Панагюрище, за Тодор Славов и Добромир Филипов предстоеше макадамовото рали „Босфора“. След блестящо представяне и в трите дни на ралито, варненците завърши на първа позиция за Европейския рали шампионат за автомобили с един двигателен мост и заеха 9-о място в генералното класиране на ралито.
След ралито в Турция, Тодор и Добромир стартираха в домашното си рали „България“. Двамата спечелиха втора победа за Европейския рали шампионат за автомобили предно предаване и завършиха на 11-о място в генералното класиране.
Благодарение на добрите си изяви в последния месец, Славов бе определен за Спортист на град Варна за месец Юни.

#### 2012
През сезон 2012 Тодор Славов взима участие само в три състезания – планинско „Варна“, рали „България“ и Мабанол Рали Сливен. В планинско „Варна“, което е организирано от неговия собствен клуб Булбет рали тим, Тодор завършва на 3-то място в обединената група А и N. Рали „България“ приключва рано за Славов, който получава техническа повреда още в първия специален етап от състезанието.
В Мабанол Рали Сливен Тодор Славов постига един от най-големите успехи в кариерата си. Тодор завършва на 4-то място в генералното класиране и печели убедително класирането при автомобилите с един двигателен мост. Мабанол Рали Сливен е кръг от Intercontinental Rally Challenge и Славов получава изключително престижната награда Colin McRae Flat out Trophy, която му е връчена от спортния мениджър на IRC Жан Пиер Никола.

#### 2013
През 2013 година Тодор Славов участва в новосформирания след 14-годишна пауза Балкански рали шампионат. Славов и Филипов печелят титлата след 2-ро място в първия кръг Ескишехир Рали в Турция, 6-о място в румънското рали „Арад“ и победа в последния кръг в Шумен. В рали „Стари столици“ 2013 Тодор завършва на впечатляващото 3-то място в генералното класиране.
Тодор Славов е посланик на кандидатурата на Варна за Европейска младежка столица през 2016 година. Във връзка с това, той участва в редица инициативи за популяризирането и.
2014
През 2014 година българския екипаж Тодор Славов и Петър Илиев (с Рено Клио R3) печелят 1-во място при автомобилите с един двигателен мост в 43-то AVIS Босфорус рали 2014. Със стабилна езда и добро представяне през втория и по-труден ден на най-престижното турско състезание те постигат голям прогрес, което им помага да завършат на 7-о място в генералното класиране.

## Инцидент на Рали Твърдица смърт
По време на петия етап на Рали „Твърдица-Елена 2015“, колата му Фиат Пунто S2000 се удря и пада в пропаст. Славов и навигатора му са откарани в болница в Сливен, където по-късно той умира от раните си на 31 години. Малко по-късно става ясно, че навигаторът му Петър Илиев е без опасност за живота.